# VY البوصلة
فيي وآي البوصلة VY Pyxidis نجم متغير قيفاوي من تصنيف النوع الثاني فئة متغير الجاثي بي إل في كوكبة بيت الإبرة. ويقع على بعد حوالى 650 سنة ضوئية من الشمس، ويتألق بضياء ما يقرب من 45 مرة من ضياء الشمس، وتبلغ درجة حرارة سطحة 5892 كلفن .
ويتراوح القدر الظاهري لهذا النجم بين 7.13 و7.40 على مدى فترة من 1.23995 أيام.